# Pervagor randalli
Pervagor randalli és una espècie de peix de la família dels monacàntids i de l'ordre dels tetraodontiformes present al Mar Roig i el Golf d'Aden.
És un peix marí, de clima tropical i associat als esculls de corall.
Els mascles poden assolir 6,7 cm de longitud total i tenen 19 vèrtebres.
És inofensiu per als humans.